# Oxytrypia orbiculosa
Oxytrypia orbiculosa är en fjärilsart som beskrevs av Eugen Johann Christoph Esper 1786. Oxytrypia orbiculosa ingår i släktet Oxytrypia och familjen nattflyn. Inga underarter finns listade i Catalogue of Life.